# Colindă

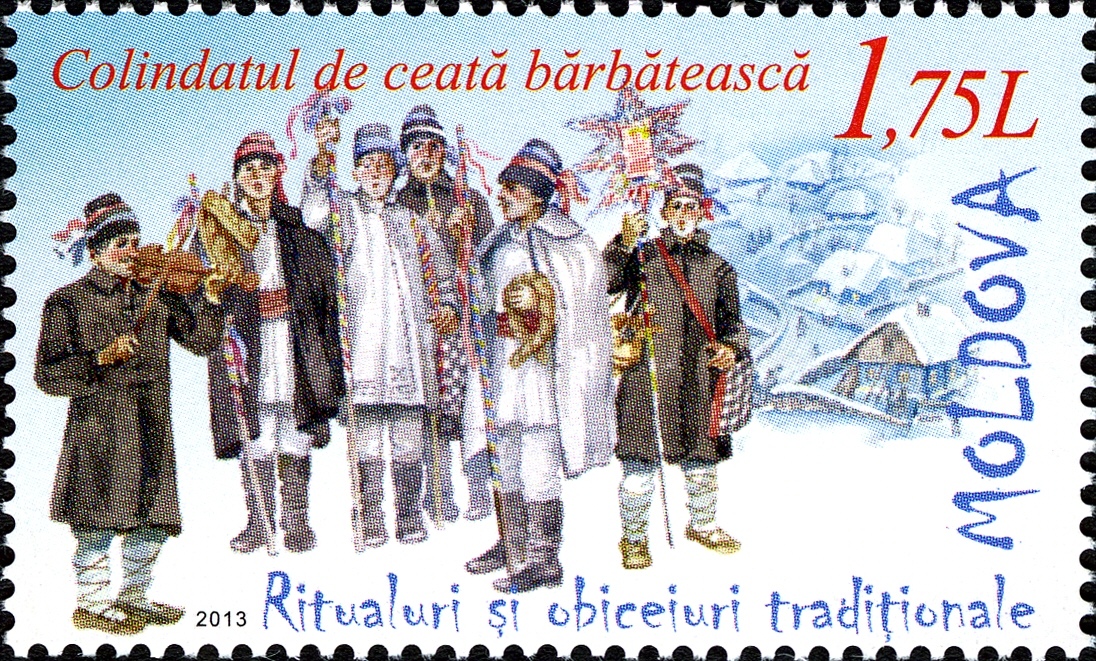
Cançó ritual moldava per Nadal

Una colindă (pl. Colinde; també colind, pl. Colinduri) és una nadala tradicional típica de Romania i de la República de Moldàvia.

## Orígens
Tot i que totes les colindes fan referència als esdeveniments de la Nativitat, certs elements dels rituals populars realitzats al voltant de Nadal són probablement d'origen precristià, tenint les seves arrels a les Saturnals romanes i rituals pagans relacionats amb el solstici d'hivern i fertilitat del sòl.
Les Colinde es realitzen a tot Romania i República de Moldàvia, amb variacions regionals quant al nombre de participants, el temps exacte de diferents melodies i lletres.
En termes de valor artístic del vers i la melodia, les colindes ocupen un lloc important en la creació del poble romanès. Formen una unitat amb doines, balades populars i cançons de valentia, amb contes, endevinalles, refranys i refranys. Procedents del món de les comunitats de pobles, els colinde conserven alguns dels èxits poètics romanesos més antics. S'inspiren en la Sagrada Escriptura i la Santa Tradició, en els serveis religiosos i en la iconografia. Les Colinde han tingut un paper clau en la preservació i la defensa de la fe ortodoxa quan el proselitisme heterodox va intentar trencar la unitat de la fe ortodoxa i desmantellar, alhora, la unitat nacional. La Mare de Déu, que ocupa un lloc central en la pietat i el culte ortodox, és present a tot arreu a la colindă romanesa, juntament amb el seu estimat fill, Salvador Jesucrist.
A la societat rural romanesa tradicional, els preparatius per a les colinde comencen amb molta antelació (de vegades setmanes) abans de Nadal. Els joves del poble (normalment nois) formen grups en diferents llocs i designen un líder per practicar el cant a l'uníson. Aquests grups s'anomenen cete de colindători i el seu nombre varia d'unes regions a altres. Després, a partir de la nit de Nadal, els grups van a diferents cases i comencen a cantar. En alguns pobles, primer van a la casa de l'alcalde, seguida de la del professor, mentre que en altres parts no hi ha cap ordre preestablert. Les famílies els conviden a entrar a la casa i els fan diferents petits regals com ara fruits secs, llaminadures i colacs.
Exemples de colinde amb temes religiosos són "Astăzi sa născut Hristos" (Avui va néixer Crist), "Moș Crăciun cu plete dalbe" (Pare Noel amb mitjons blancs) i "O, ce veste minunată! " (Oh, quines meravelloses notícies!).